# Latinka Perović

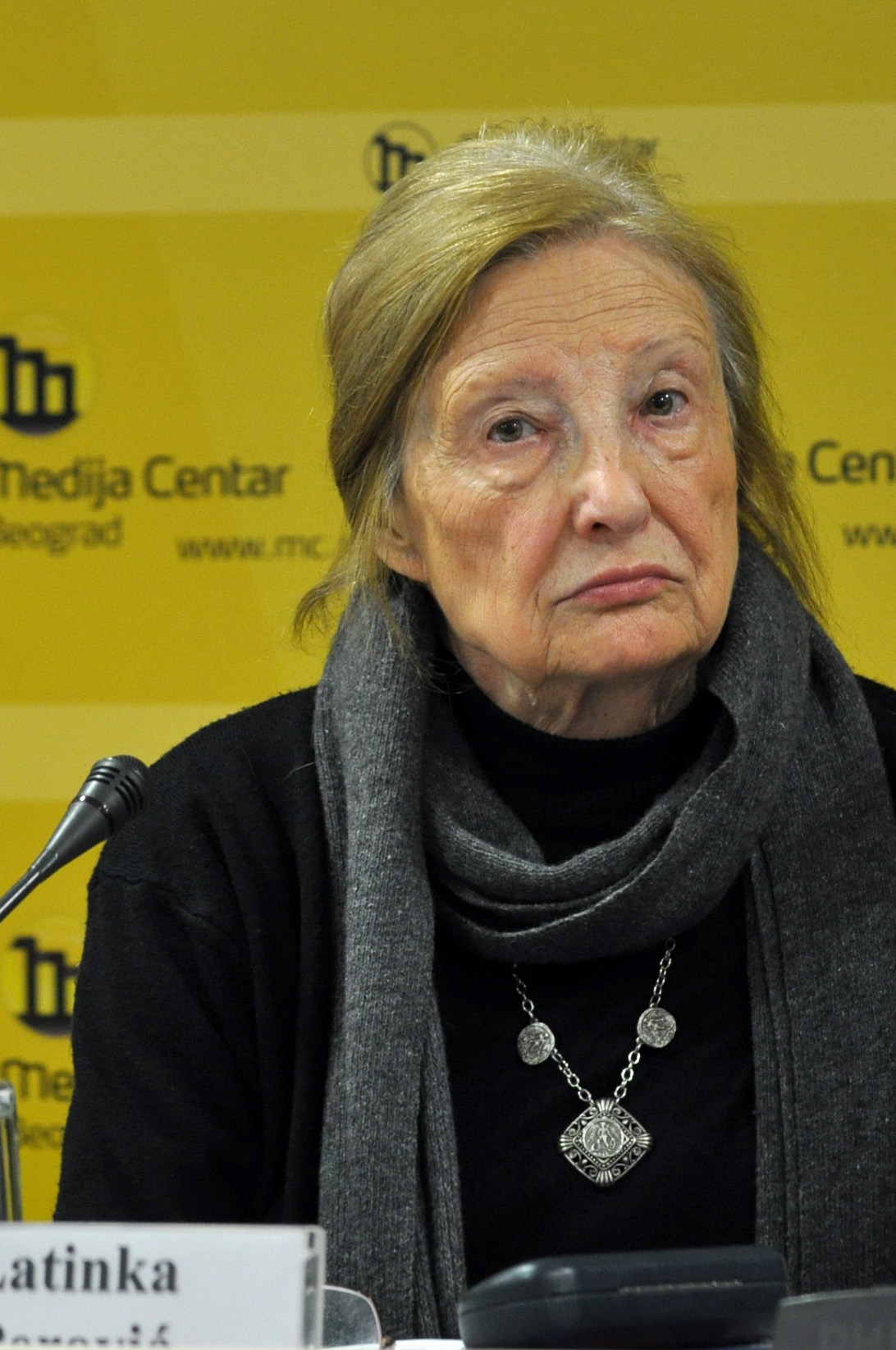
Latinka Perović 2013

Latinka Perović (serbokroatisch-kyrillisch Латинка Перовић; * 4. Oktober 1933 in Kragujevac; † 12. Dezember 2022 in Belgrad) war eine jugoslawische bzw. serbische Politikwissenschaftlerin und Politikerin.
Nach dem Abitur (1952 in Kragujevac) studierte sie an der Universität Belgrad Serbokroatische Sprache und Literatur, danach Politikwissenschaft. Sie bekleidete verschiedene Ämter in der Jugendorganisation und der Frauenorganisation des Bundes der Kommunisten Jugoslawiens (BdKJ). Ab 1969 war sie Mitglied des Präsidiums des BdKJ. 1972 verlor sie gemeinsam mit weiteren liberal eingestellten Politikern (u. a. Marko Nikezić) ihre Ämter.
Später war sie Mitarbeiterin des Institut za savremenu istoriju ‚Institut für Zeitgeschichte‘ in Belgrad und bis 1999 Chefredakteurin der Zeitschrift Tokovi Istorije ‚Geschichtsverläufe‘.